# Schliekersbrunnen

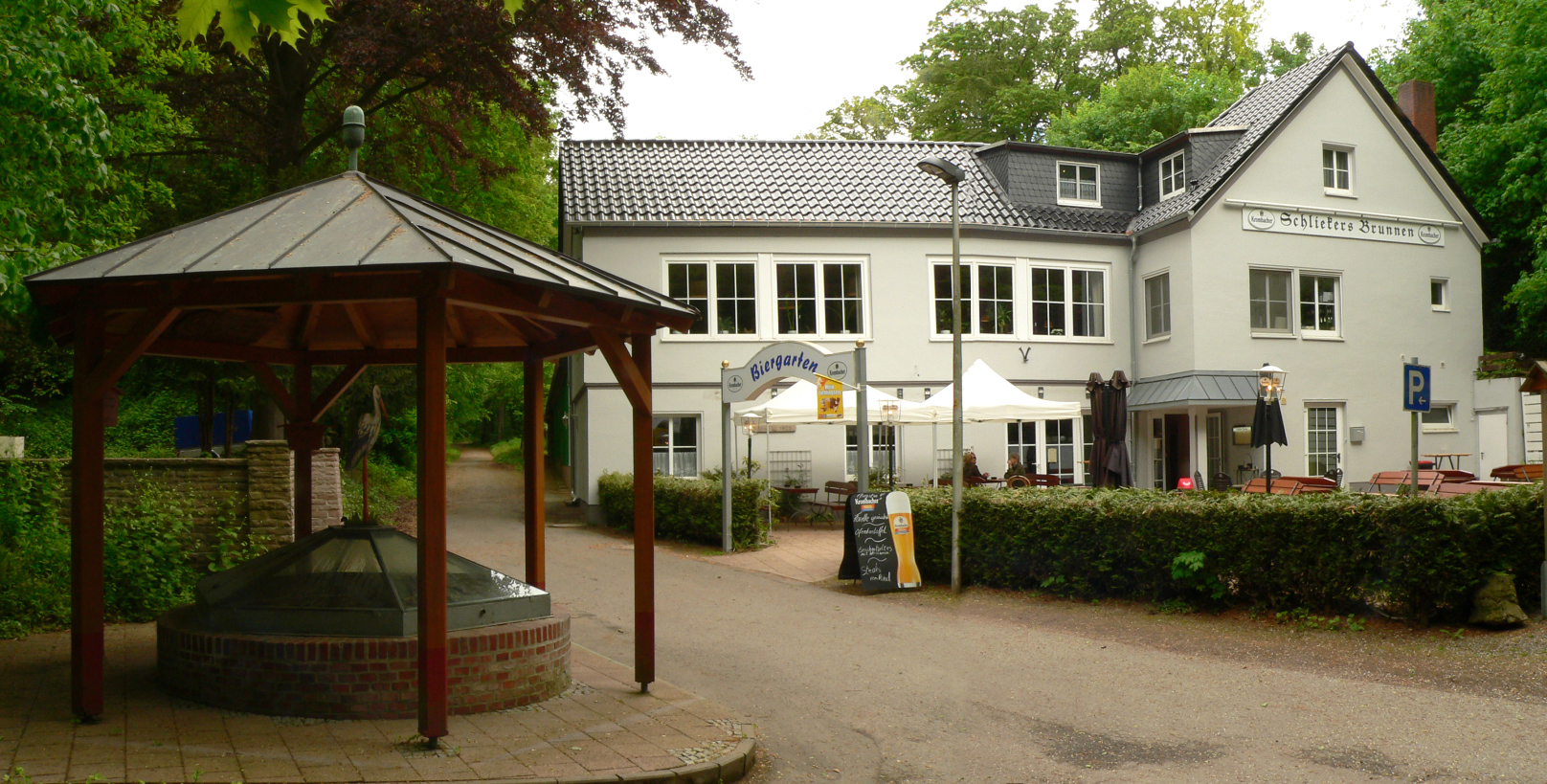
Schliekersbrunnen mit Brunnen und Waldgaststätte

Als Schliekersbrunnen  werden eine Quelle und eine Waldgaststätte in einem Bachtal im Stadtforst von Hameln bezeichnet. Die Quelle galt früher als Gesundbrunnen. Eine Bewirtschaftung fand erstmals für Ausflügler um 1730 statt. Namensgeber von Schliekersbrunnen  war der Hamelner Bürger Schlieker, der die Quelle um 1780 zu einem Brunnen umgestaltete. Einer Hamelner Sage nach, handele es sich um einen Storchenbrunnen. Das Areal um Schliekersbrunnen diente ab 1688 der Hamelner Bürgerwehr als Schießplatz und wird noch heute von Hamelner Schützenvereinen genutzt. Die heutige Waldgaststätte wurde 1957 durch einen Schützenverein neben dem dortigen Schießstand erbaut und in den Jahren 2000 sowie 2015 renoviert.

## Geschichte

### Schießplatz
Bereits im Jahre 1688 befand sich in dem langgestreckten Tal des Deipensiek-Baches ein Schießplatz, den die Hamelner Bürgerwehr und die Schützenkompanien der Stadt nutzten. In dieser Zeit wurde das befestigte Hameln zur Landesfestung ausgebaut. Die Hamelner Bürger durften den Schießplatz erst nach Ende des Siebenjährigen Krieges ab 1763 zum Schießen auf Scheiben nutzen. Seither sind örtliche Schützenvereine diesem Ort verbunden. Im Jahr 1925 wurde ein neuer Schießstand eingeweiht, der 1953 umgebaut wurde. Heute haben zwei Hamelner Schützenvereine sowie das Kreisleistungszentrum der Schützen ihren Sitz am Schliekersbrunnen.

### Quelle und Storchenbrunnen

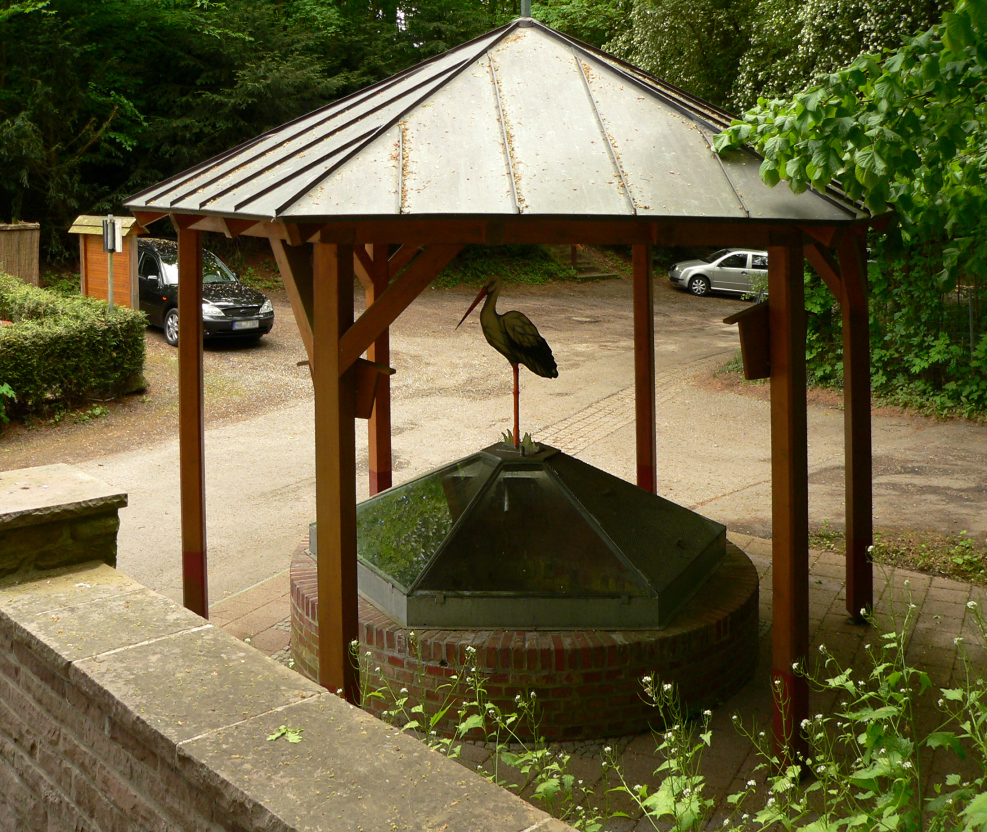
Storchenbrunnen mit Quelle

Die heute als Schliekersbrunnen bezeichnete Quelle galt bereits um 1730 als Gesundbrunnen, da die Menschen an die gesundheitsfördernde Wirkung des Quellwassers glaubten. Die Quelle entwickelte sich zum Ausflugsort für die Hamelner Stadtbevölkerung. Daraufhin entstanden für die Gäste Bewirtungshütten; dort wurde Kaffee, Bier, Wein und Branntwein ausschenkt. Als Hameln im Siebenjährigen Krieg belagert wurde, endete das Ausflugswesen. Nach Kriegsende 1763 sammelten die Hamelner Bürger Spenden für den Wiederaufbau einer Bewirtungshütte. Um 1780 nahm sich der Hamelner Bürger Schlieker der Quelle an und ließ sie mit Quadersteinen und einem Brunnenaufbau versehen. Deshalb trägt der Brunnen den Namen seines Erbauers als „Schliekersbrunnen“.
Heute stellt sich der Brunnen als gemauerte Brunneneinfassung dar, die wenige Meter tief ist. Die Brunnenöffnung ist mit Scheiben abgedeckt. Darauf findet sich eine symbolische Storchenfigur. Auf der Wasseroberfläche und an der Brunnenwand sind einzelne Plastikpuppen zu sehen. Der Brunnen ist mit einem hölzernen Aufbau überdacht. Zuletzt ist die Anlage im Jahr 2011 renoviert worden.

### Fischzucht
Im Bachtal von Schliekersbrunnen gab es bereits 1857 eine Fischzucht, die ab 1865 von der Stadt Hameln betrieben wurde. Dazu wurde ein mit Quellwasser gespeister Teich genutzt, in dem jährlich bis zu 16.500 Lachse zum Aussetzen in die Weser heran gezüchtet wurden. Heute besteht eine Fischzucht für Forellen.

### Sage
Laut einer gegen Ende des 17. Jahrhunderts in Hameln aufgekommenen Sage sei die Quelle ein Storchenbrunnen. Der Erzählung nach bringt ein Storch aus der Tiefe des Brunnens die Hamelner Kinder ans Licht der Welt. Wenn sich Kinder beim Wirt der Gaststätte Zuckerstücke holen und diese in den Brunnen werfen, um sich Geschwisterchen zu wünschen, soll der Storch so viele Kinder in die Familie bringen, wie Zuckerstücke hinein geworfen wurden.